# Colisa
Genre
Synonymes
- Colisa[1]
- Colisha[2]
- genre Trichogaster (préféré par NCBI)[1]

Colisa est un genre de poissons de la famille des Osphronemidae. Ce genre n'est pas reconnu par plusieurs organismes, dont le NCBI et FishBase, qui lui préfèrent celui de Trichogaster.

## Liste des espèces
- Colisa chuna (Hamilton, 1822) - le gourami miel
- Colisa fasciata (Bloch et Schneider, 1801) - le gourami bariolé
- Colisa labiosa (Day, 1877) - le gourami à grosses lèvres
- Colisa lalia (Hamilton, 1822) - le gourami nain

Il est parfois fait état du Colisa sota qui s'avère être une appellation non valide du Colisa chuna.

## Étymologie
Le nom du genre, Colisa, a été repris par l'auteur du nom employé au Bengale pour désigner ces espèces de poissons et notamment celle décrite sous le nom de Colisa vulgaire (Colisa vulgaris / Trichopodus colisa Buch., actuellement Colisa fasciata).

## Publication originale
- Cuvier in Cuvier & Valenciennes, 1831 : Histoire naturelle des poissons - Chapitre IV : Des Colisas. vol. 7 p. 359-371 (texte intégral).